# یوبی‌سافت پاریس
یوبی سافت پاریس (به انگلیسی: Ubisoft Paris) یک شرکت توسعه دهنده بازی ویدئویی فرانسوی می باشد که در سال ۱۹۸۶ میلادی تأسیس شده ‌است و اداره مرکزی شرکت یوبی سافت است. این شرکت استودیوی اصلی برای ساخت سری بازی‌های تام کلنسی گوست ریکان(به انگلیسی: Tom Clancy's Ghost Recon)شناخته شده‌است.

## لیست بازی‌های ویدئویی

### ۱۹۹۹–۲۰۰۸ میلادی
| سال ساخت | عتوان بازی‌ها                                   | پلتفرم‌ها | پلتفرم‌ها        | پلتفرم‌ها | پلتفرم‌ها   | پلتفرم‌ها | پلتفرم‌ها | پلتفرم‌ها | پلتفرم‌ها | پلتفرم‌ها | پلتفرم‌ها | پلتفرم‌ها  | پلتفرم‌ها      |
| سال ساخت | عتوان بازی‌ها                                   | دریم‌کست  | نینتندو گیم‌کیوب | مک       | نینتندو ۶۴ | پی اس    | پی اس ۲  | پی اس ۳  | پی اس پی | وی       | ویندوز   | ایکس باکس | ایکس باکس ۳۶۰ |
| -------- | ---------------------------------------------- | -------- | --------------- | -------- | ---------- | -------- | -------- | -------- | -------- | -------- | -------- | --------- | ------------- |
| ۱۹۹۹     | Monaco Grand Prix Racing Simulation 2          | نه       | نه              | نه       | نه         | آری      | نه       | نه       | نه       | نه       | نه       | نه        | نه            |
| ۲۰۰۰     | Disney's Dinosaur                              | آری      | نه              | نه       | نه         | نه       | نه       | نه       | نه       | نه       | آری      | نه        | نه            |
| ۲۰۰۰     | F1 Racing Championship                         | نه       | نه              | آری      | نه         | نه       | آری      | نه       | نه       | نه       | آری      | نه        | نه            |
| ۲۰۰۱     | Rayman 2: Revolution                           | نه       | نه              | نه       | نه         | نه       | آری      | نه       | نه       | نه       | نه       | نه        | نه            |
| ۲۰۰۲     | RS3: Racing Simulation 3                       | نه       | آری             | نه       | نه         | نه       | آری      | نه       | نه       | نه       | آری      | نه        | نه            |
| ۲۰۰۳     | XIII                                           | نه       | آری             | نه       | نه         | نه       | آری      | نه       | نه       | نه       | آری      | آری       | نه            |
| ۲۰۰۳     | Gold Games 7                                   | نه       | نه              | نه       | نه         | نه       | نه       | نه       | نه       | نه       | آری      | نه        | نه            |
| ۲۰۰۴     | Rayman 3: Hoodlum Havoc                        | نه       | نه              | آری      | نه         | نه       | نه       | نه       | نه       | نه       | نه       | نه        | نه            |
| ۲۰۰۴     | Tom Clancy's Ghost Recon: Jungle Storm         | نه       | نه              | نه       | نه         | نه       | آری      | نه       | نه       | نه       | نه       | نه        | نه            |
| ۲۰۰۴     | Family Fun Pack 2                              | نه       | نه              | آری      | نه         | نه       | نه       | نه       | نه       | نه       | نه       | نه        | نه            |
| ۲۰۰۴     | Tom Clancy's Ghost Recon 2                     | نه       | نه              | نه       | نه         | نه       | آری      | نه       | نه       | نه       | نه       | نه        | نه            |
| ۲۰۰۵     | Gold Games 8                                   | نه       | نه              | نه       | نه         | نه       | نه       | نه       | نه       | نه       | آری      | نه        | نه            |
| ۲۰۰۵     | 187 Ride or Die                                | نه       | نه              | نه       | نه         | نه       | آری      | نه       | نه       | نه       | نه       | آری       | نه            |
| ۲۰۰۵     | Peter Jackson's King Kong                      | نه       | آری             | نه       | نه         | نه       | آری      | نه       | آری      | نه       | نه       | آری       | آری           |
| ۲۰۰۶     | شناسائی شبح جنگجوی پیشرفته                     | نه       | نه              | نه       | نه         | نه       | آری      | نه       | نه       | نه       | آری      | نه        | آری           |
| ۲۰۰۶     | Street Riders                                  | نه       | نه              | نه       | نه         | نه       | نه       | نه       | آری      | نه       | نه       | نه        | نه            |
| ۲۰۰۶     | Red Steel                                      | نه       | نه              | نه       | نه         | نه       | نه       | نه       | نه       | آری      | نه       | نه        | نه            |
| ۲۰۰۷     | Tom Clancy's Ghost Recon Advanced Warfighter 2 | نه       | نه              | نه       | نه         | نه       | نه       | آری      | نه       | نه       | آری      | نه        | آری           |
| ۲۰۰۷     | Petz: Catz 2                                   | نه       | نه              | نه       | نه         | نه       | آری      | نه       | نه       | نه       | نه       | نه        | نه            |
| ۲۰۰۷     | Rayman Raving Rabbids 2                        | نه       | نه              | نه       | نه         | نه       | نه       | نه       | نه       | آری      | نه       | نه        | نه            |
| ۲۰۰۸     | Rayman Raving Rabbids: TV Party                | نه       | نه              | نه       | نه         | نه       | نه       | نه       | نه       | آری      | نه       | نه        | نه            |

### ۲۰۰۹ میلادی
| سال ساخت | عنوان بازی‌ها                             | پلتفرم‌ها      | پلتفرم‌ها | پلتفرم‌ها | پلتفرم‌ها | پلتفرم‌ها    | پلتفرم‌ها       | پلتفرم‌ها     | پلتفرم‌ها | پلتفرم‌ها | پلتفرم‌ها      | پلتفرم‌ها | پلتفرم‌ها      | پلتفرم‌ها  |
| سال ساخت | عنوان بازی‌ها                             | نینتندو ۳دی‌اس | اندروید  | آی او اس | مک‌اواس   | پلی‌استیشن ۳ | پلی‌استیشن ویتا | پلی استیشن ۴ | وی       | وی یو    | نینتندو سوئیچ | ویتذکر   | ایکس باکس ۳۶۰ | ایکس باکس |
| -------- | ---------------------------------------- | ------------- | -------- | -------- | -------- | ----------- | -------------- | ------------ | -------- | -------- | ------------- | -------- | ------------- | --------- |
| ۲۰۰۹     | جنگ نهایی تام کلنسی                      | نه            | نه       | نه       | نه       | آری         | نه             | نه           | نه       | نه       | نه            | آری      | آری           | نه        |
| ۲۰۰۹     | Just Dance                               | نه            | نه       | نه       | نه       | نه          | نه             | نه           | آری      | نه       | نه            | نه       | نه            | نه        |
| ۲۰۱۰     | Raving Rabbids: Travel in Time           | آری           | نه       | نه       | نه       | نه          | نه             | نه           | آری      | نه       | نه            | نه       | نه            | نه        |
| ۲۰۱۰     | Red Steel 2                              | نه            | نه       | نه       | نه       | نه          | نه             | نه           | آری      | نه       | نه            | نه       | نه            | نه        |
| ۲۰۱۰     | Just Dance 2                             | نه            | نه       | نه       | نه       | نه          | نه             | نه           | آری      | نه       | نه            | نه       | نه            | نه        |
| ۲۰۱۰     | مایکل جکسون: تجربه                       | آری           | نه       | نه       | نه       | نه          | نه             | نه           | آری      | نه       | نه            | نه       | نه            | نه        |
| ۲۰۱۱     | Just Dance: Summer Party                 | نه            | نه       | نه       | نه       | نه          | نه             | نه           | آری      | نه       | نه            | نه       | نه            | نه        |
| ۲۰۱۱     | Just Dance 3                             | نه            | نه       | نه       | نه       | آری         | نه             | نه           | آری      | نه       | نه            | نه       | آری           | نه        |
| ۲۰۱۱     | Just Dance Wii                           | نه            | نه       | نه       | نه       | نه          | نه             | نه           | آری      | نه       | نه            | نه       | نه            | نه        |
| ۲۰۱۱     | The Black Eyed Peas Experience           | نه            | نه       | نه       | نه       | نه          | نه             | نه           | آری      | نه       | نه            | نه       | نه            | نه        |
| ۲۰۱۱     | ABBA: You Can Dance                      | نه            | نه       | نه       | نه       | نه          | نه             | نه           | آری      | نه       | نه            | نه       | نه            | نه        |
| ۲۰۱۱     | ریمن: ریشه‌ها                             | آری           | نه       | نه       | آری      | آری         | آری            | نه           | آری      | نه       | نه            | آری      | آری           | نه        |
| ۲۰۱۲     | Just Dance: Best Of                      | نه            | نه       | نه       | نه       | نه          | نه             | نه           | آری      | نه       | نه            | نه       | آری           | نه        |
| ۲۰۱۲     | Tom Clancy's Ghost Recon: Future Soldier | نه            | نه       | نه       | نه       | آری         | نه             | نه           | نه       | نه       | نه            | آری      | آری           | نه        |
| ۲۰۱۲     | Just Dance 4                             | نه            | نه       | نه       | نه       | آری         | نه             | نه           | آری      | آری      | نه            | نه       | آری           | نه        |
| ۲۰۱۲     | Rabbids Land                             | نه            | نه       | نه       | نه       | نه          | نه             | نه           | نه       | آری      | نه            | نه       | نه            | نه        |
| ۲۰۱۳     | Just Dance 2014                          | نه            | نه       | نه       | نه       | آری         | نه             | آری          | آری      | آری      | نه            | نه       | آری           | آری       |
| ۲۰۱۳     | کیش یک آدم‌کش (مجموعه بازی)               | نه            | آری      | آری      | نه       | نه          | نه             | نه           | نه       | نه       | نه            | نه       | نه            | نه        |
| ۲۰۱۴     | سگ‌های نگهبان                             | نه            | نه       | نه       | نه       | آری         | نه             | آری          | نه       | نه       | نه            | آری      | آری           | آری       |
| ۲۰۱۴     | Just Dance Now                           | نه            | آری      | آری      | نه       | نه          | نه             | نه           | نه       | نه       | نه            | نه       | نه            | نه        |
| ۲۰۱۴     | Just Dance 2015                          | نه            | نه       | نه       | نه       | آری         | نه             | آری          | آری      | آری      | نه            | نه       | آری           | آری       |
| ۲۰۱۵     | Just Dance 2016                          | نه            | نه       | نه       | نه       | آری         | نه             | آری          | آری      | آری      | نه            | نه       | آری           | آری       |
| ۲۰۱۶     | Just Dance 2017                          | نه            | نه       | نه       | نه       | آری         | نه             | آری          | آری      | آری      | آری           | آری      | آری           | آری       |
| ۲۰۱۷     | گوست ریکان سرزمین‌های وحشی                | نه            | نه       | نه       | نه       | نه          | نه             | آری          | نه       | نه       | نه            | آری      | نه            | آری       |
| ۲۰۱۷     | Mario + Rabbids Kingdom Battle           | نه            | نه       | نه       | نه       | نه          | نه             | نه           | نه       | نه       | آری           | نه       | نه            | نه        |
| ۲۰۱۷     | Just Dance 2018                          | نه            | نه       | نه       | نه       | آری         | نه             | آری          | آری      | آری      | آری           | نه       | آری           | آری       |